# Neolophonotus schalki
Neolophonotus schalki là một loài ruồi trong họ Asilidae. Neolophonotus schalki được Londt miêu tả năm 1985. Loài này phân bố ở vùng nhiệt đới châu Phi.